# Square des Saint-Simoniens
Le square des Saint-Simoniens est un espace vert du 20e arrondissement de Paris dans le quartier Saint-Fargeau.

## Situation et accès
Il est accessible par le passage des Saint-Simoniens, la rue de la Duée et la rue de Ménilmontant.
Il est ouvert à des horaires réglementés.
Le square des Saint-Simoniens est desservi à proximité par la ligne de métro 3 bis à la station Pelleport.

## Origine du nom
Ce square doit son nom à sa proximité avec une maison occupée en 1832 par les saint-simoniens, dont Prosper Enfantin,.

## Historique
Le square est ouvert en 1937 sur les terrains de l'ancienne demeure et des terrains des saint-simoniens.
Orné d'une fontaine de Marnix Raedecker (1987), le square est planté de cerisiers à fleurs, de rosiers, de plantes vivaces, de tulipes et de clérodendrons.
Comme aménagements, il compte des tables de ping-pong, une aire de jeux pour enfants et des points d'eau potable.

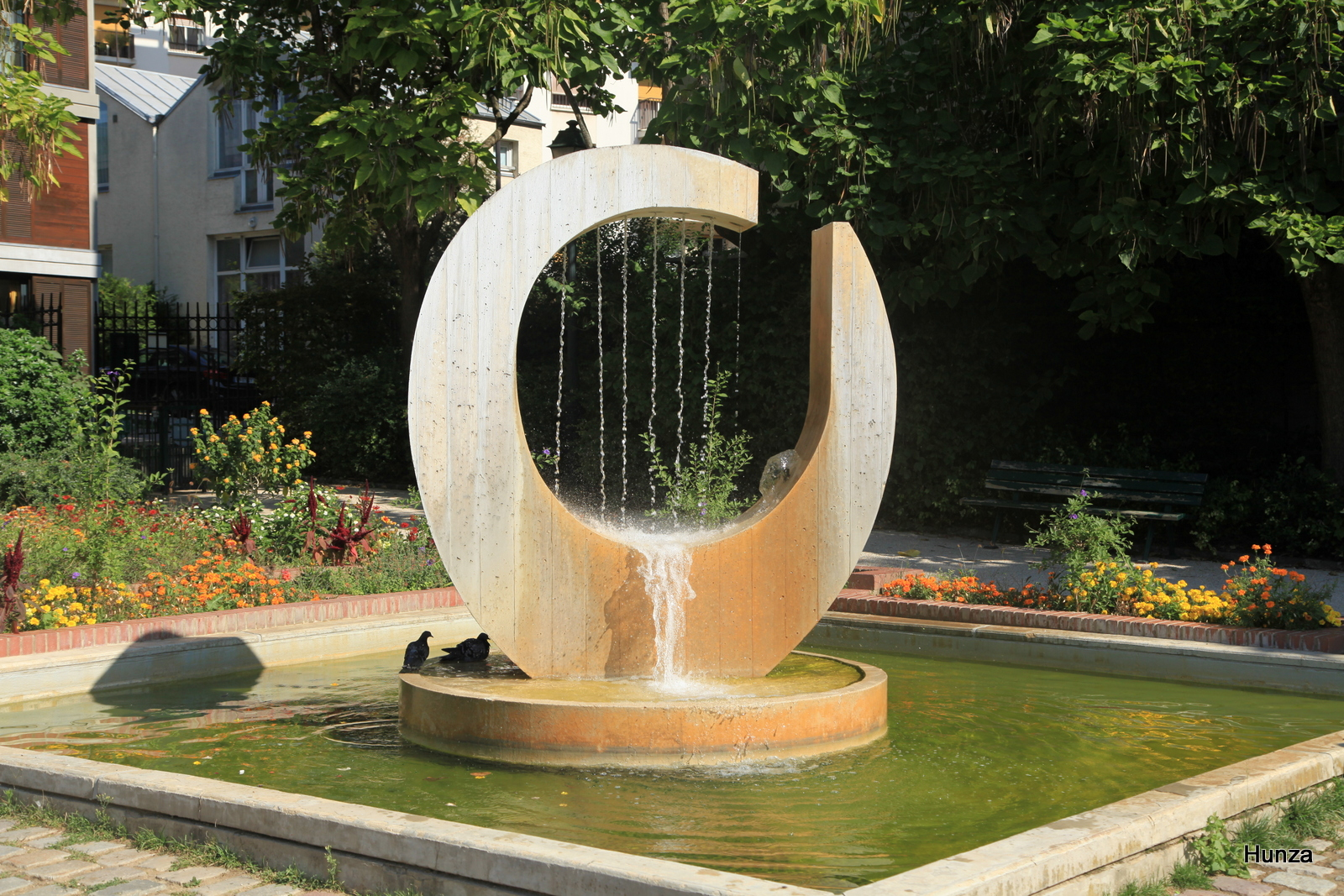
Fontaine.
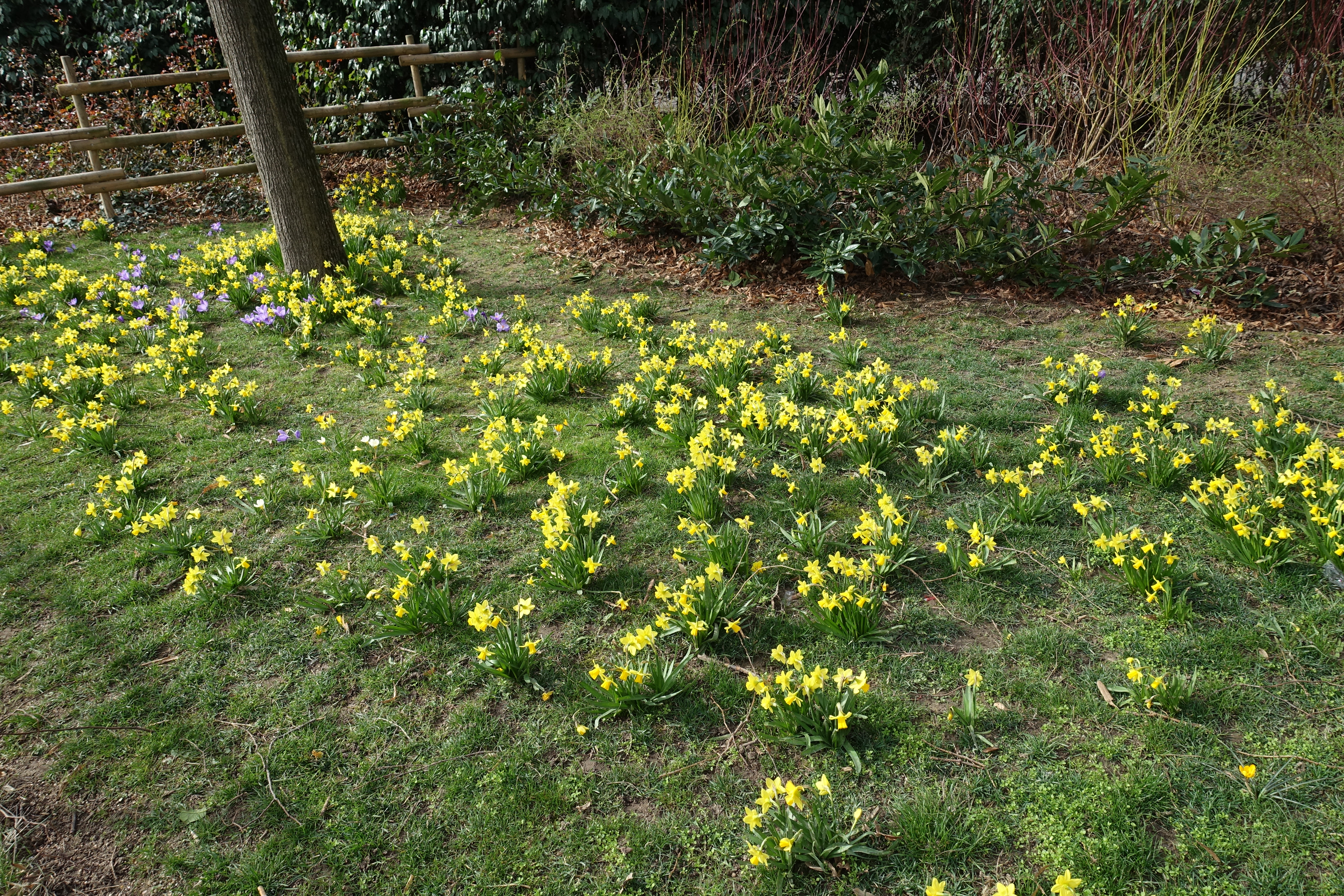
Fleurs.